# Інго Штоєр
Інго Што́єр (нім. Ingo Steuer; нар. 1 листопада 1966) — фігурист з Німеччини (НДР), що виступав у парному розряді. У парі з Манді Ветцель він — бронзовий призер Олімпіади 1998 року в Наґано, чемпіон світу 1997 року і чемпіон Європи 1995. З Мануелою Ландграф він — чемпіон світу серед юніорів 1984 року. В даний час[коли?] тренер з фігурного катання.

## Спортивна кар'єра
Інго катався в клубі СК Карл-Маркс-Штадт у тренера Моніки Шайбі, в 1984, в парі з Мануелою Ландграф, зайняв 2-е місце на чемпіонаті НДР і потрапив до збірної країни. З 1987 — в парі з Інес Мюллер. Однак найбільших успіхів досяг у парі з Манді Ветцель, в перший же сезон 1992/93 вигравши чемпіонат Німеччини і зайнявши другі місця на чемпіонатах Європи і світу, де вони виконали паралельні стрибки потрійний тулуп і аксель у два з половиною обороти. На Олімпіаді-94 під час довільної програми, при виконанні спіралі, Ветцель вкрай невдало впала, після чого пара перервала виконання і вибула зі змагання взагалі. Найбільш вдалими були сезони 1995-97, коли пара, у впертій боротьбі з російськими парами, домоглася нарешті перемоги на чемпіонаті світу в 1997.
Як і інші представники відомої школи парного катання НДР, Ветцель — Штоєр відрізнялися спортивним, атлетичним стилем зі складними індивідуальними елементами. Останні роки катання в любителях тренер М. Шайбі дещо змінила стиль, несучи деяку ліричність, романтичність, катання стало більш гармонійним, що дозволило добитися високих результатів.

## Тренерська кар'єра
З 1998 перейшов у професіонали. З кінця 1990-х тренує в своєму клубі СК Хемніц, став тренером пар Ніколь Неннінг — Маттіас Байєр, Єва-Марія Фітц — Ріко Рекс. Значних успіхів домігся в роботі з парою Олена Савченко — Робін Шолкови, які є п'ятиразовим чемпіоном світу і чотирикратними чемпіонами Європи. Школа Штоєра нині[коли?] знаходиться на великому підйомі, в ній тренуються також пари з України, з Швейцарії, Канади та ін. Як тренер Штоєр продовжує традиції школи НДР, відрізняючись досить грамотним підходом до Нової системі суддівства, складаючи технічно максимально насичені програми.
У 2005-06 Штоєру довелося неодноразово подавати позовні заяви і вигравати судові справи, оскільки Олімпійський комітет Німеччини відмовлявся давати дозвіл на його участь в Олімпіаді-2006 як тренера. Солідарність з ним проявляли і його учні, які заявили, що в разі заборони готові також відмовитися від участі в Іграх.
У Німеччині спортсменів в індивідуальних дисциплінах і їхніх тренерів зазвичай фінансує і виплачує їм армійську зарплату бундесвер. Однак пару Савченко-Шолкови і їхнього тренера не прийняли на військове забезпечення в зв'язку з тим, що Штоєра звинувачували у співпраці зі спецслужбою «Штазі» за часів НДР. В автобіографії, опублікованій в лютому 2014 року, Штоєр висловив жаль за співпрацю з органами держбезпеки НДР і назвав це вчинком, який не має виправдання.
Штоєр володіє іноземними мовами — англійською та російською.

## Особисте життя
Інго Штоєр одружений, у 2002 році у нього народився син.

## Досягнення
(з Ветцель)
| змагання                | 1992—1993 | 1993—1994 | 1994—1995 | 1995—1996 | 1996—1997 | 1997—1998 |
| ----------------------- | --------- | --------- | --------- | --------- | --------- | --------- |
| Зимові Олімпійські ігри |           | WD        |           |           |           | 3         |
| Чемпіонати світу        | 2         | 4         | 5         | 2         | 1         |           |
| Чемпіонати Європи       | 2         | 5         | 1         | 2         | 2         |           |
| Чемпіонати Німеччини    | 1         |           | 1         | 1         | 1         |           |
| Фінали Гран-прі         |           |           |           | 3         | 1         | 2         |
| Trophée Eric Bompard    |           |           | 3         |           |           | 2         |
| NHK Trophy              |           |           | 3         | 2         |           |           |
| Bofrost Cup on Ice      | 1         | 2         | 1         | 2         | 1         | 1         |
| Cup of Russia           |           |           |           |           | 1         |           |
| Skate Canada            | 1         |           |           |           |           |           |

- WD = знялися зі змагань

(з Мюллер)
| змагання             | 1988—1989 | 1989—1990 | 1990—1991 |
| -------------------- | --------- | --------- | --------- |
| Чемпіонати Європи    | 7         | 7         |           |
| Чемпіонати Німеччини |           |           | 4         |
| Чемпіонати НДР       | 3         | 3         |           |

(з Ландграф)
| змагання                       | 1982—1983 | 1983—1984 | 1984—1985 | 1985—1986 |
| ------------------------------ | --------- | --------- | --------- | --------- |
| Чемпіонати світу               |           |           | 8         | 11        |
| Чемпіонати Європи              |           |           | 4         | 5         |
| Чемпіонати світу серед юніорів | 5         | 1         |           |           |
| Чемпіонати НДР                 |           |           | 2         |           |
| NHK Trophy                     |           | 1         |           |           |